# Berthold Socha
Berthold Socha (* 5. Oktober 1940 in Ratibor; † 18. September 2021 in Münster) war ein deutscher Fotograf.

## Leben
Nach Flucht und Vertreibung wuchs Berthold Socha in Oldenburg auf. Seit 1955 lebte er in Münster, von 1977 bis 2004 war er beim Landschaftsverband Westfalen-Lippe (LWL) als Referent in der Kulturabteilung tätig. Bei seiner Arbeit hatte er immer die Kamera dabei, daher gehörten die vom LWL untersuchten, teilweise museal erhaltenen Industriedenkmäler zu seinen wichtigen Motiven. Socha fotografierte ganz überwiegend mit einer Leica in Schwarzweiß. Jahrzehntelang begleitete er das Leben in der Stadt Münster, deren fotografischer Chronist er wurde. Seine bevorzugten Motive waren Personen und Gegenstände, die er meist in Form von Ensembles fotografisch arrangierte.
1965 gehörte Socha zu den Gründern der Fotogruppe „oculus“. 1991 rief er die Friedrich-Hundt-Gesellschaft zur Förderung der Fotografie ins Leben, deren Vorsitzender er 17 Jahre lang war. Von 2004 bis 2014 war er stimmberechtigtes Mitglied im Kulturausschuss der Stadt Münster. Sein Nachlass wird seit 2019 im Stadtmuseum Münster verwahrt. Socha war Mitglied in der Deutschen Gesellschaft für Photographie e. V.

## Publikationen (Auswahl)
- „Auf Münster fixiert. Fotografien 1970–2020.“ Thiekötter Druck Verlag, Münster 2020, ISBN 978-3-939838-55-5.
- Fabrik. Denkmal. Forum. 40 Jahre LWL-Industriemuseum fotografiert von Berthold Socha. Hg. von Dirk Zache, Klartext, Essen 2019, ISBN 978-3-8375-2116-0.
- Kosmos B 70 – Bilder einer unentdeckten Strasse.  Ein konzeptionelles Fotografieprojekt der Fotografen Dieter Blase, Christoph Lörler, Berthold Socha; Ahaus, Borken, Heek, Metelen, Neuenkirchen, Raesfeld, Rheine, Stadtlohn, Wettringen; Rheine 2005.
- Berthold Socha: Photographien 1969–2009. Anlässlich der Ausstellung vom 1. November 2009 bis zum 17. Januar 2010 im Landesmuseum für Kunst und Kulturgeschichte Oldenburg; vom 28. Februar bis zum 25. April 2010 im Ostfriesischen Landesmuseum Emden; vom 9. Mai bis zum 20. Juni 2010 im Kunst-Museum Ahlen in der Stiftung Theodor F. Leifeld; von November 2010 bis Januar 2011 im Kloster Bentlage, Thiekötter, Münster 2009, ISBN 978-3-939838-17-3.